# Constantin Korovine
Pour les articles homonymes, voir Korovine.

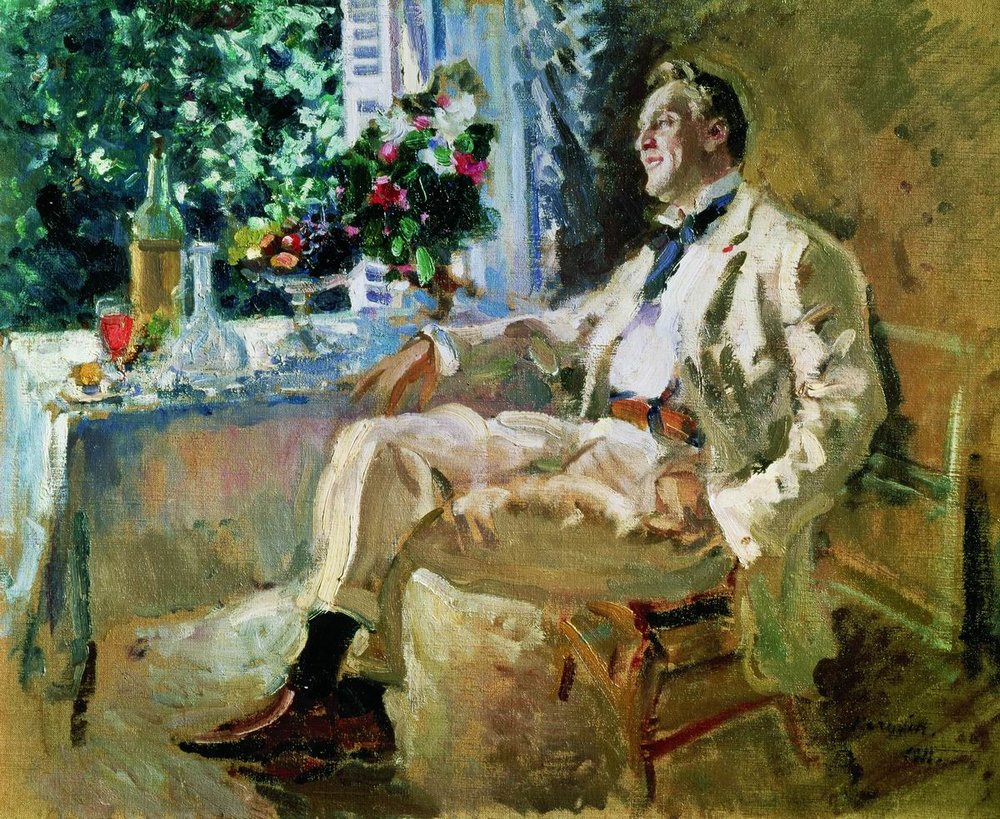
Portrait de Chaliapine (1911), collection publique russe à sourcer.

Konstantin Alekseïevitch Korovine (en russe : Константин Алексеевич Коровин), dit en français Constantin Korovine ou Constant Korovine, né à Moscou le 17 novembre 1861 (29 novembre dans le calendrier grégorien) et mort à Paris le 11 septembre 1939, est un peintre post-impressionniste et décorateur de théâtre russe.

## Biographie
Constantin Korovine naît dans une famille de négociants vieux-croyants et entre à quatorze ans à l'école de peinture, de sculpture et d'architecture de Moscou d'abord à la section d'architecture et deux ans plus tard à celle de peinture. Il a notamment comme professeur Alekseï Savrassov. Il complète ensuite ses études à l'école de l'Académie impériale des beaux-arts de Saint-Pétersbourg, mais la quitte au bout de trois mois déçu par les méthodes d'enseignement.
Il voyage en 1888 et en 1894 dans le nord de la Russie et en Scandinavie avec son ami Valentin Serov ; de ce voyage sont issus plusieurs paysages intitulés Port de Norvège ; Rivages de Mourmansk ; Ruisseau de saint Tryphon à Petchenga ; Hammerfest à la lumière du nord, etc. Après plusieurs voyages en France en 1886, 1892 et 1893, influencé par l'impressionnisme, il rompt avec le style sévère et réaliste des Ambulants. Il épouse la chanteuse d'opéra Anna Fidler (1873-1947), et le couple donne naissance au futur peintre Alexis Korovine (1897-1950).
En 1900, il décore le Pavillon russe de l'Exposition universelle de Paris et, à cette occasion, reçoit une médaille d'or. Il est nommé chevalier de la Légion d'honneur par décret du 28 décembre 1900. Par la suite, il enseigne à Moscou à partir de 1901 à l'école de peinture, de sculpture et d'architecture avec son ami Serov et devient le décorateur attitré des théâtres impériaux et du théâtre Bolchoï (grâce à Alexandre Gorski). Il travaille notamment avec Constantin Stanislavski. Korovine, qui a le goût de la littérature, aime également composer des récits.
Il présente ses toiles en Russie surtout aux expositions des Ambulants, à celles du Monde de l'art de Diaghilev, de la Société des Trente-Six, de la Société des artistes russes, etc.
Après la Révolution d'Octobre, il se dévoue activement à la conservation des œuvres d'art du patrimoine menacées par les événements et sauve de la destruction des tableaux de peintres emprisonnés, organise des ventes de toiles et des expositions en faveur de prisonniers politiques, tout en continuant à travailler pour le théâtre.
Son amitié avec Fédor Chaliapine dure plus de trente ans. En 1923, il émigre en France avec l'aide de Lounatcharski, commissaire du peuple à l'instruction, son activité principale restant le théâtre. Il est enterré au cimetière russe de Sainte-Geneviève-des-Bois.

## Distinctions
- Chevalier de la Légion d'honneur (décret du 28 décembre 1900).

## Expositions
- Galerie Bernheim-Jeune, Paris, du 2 au 13 mars 1925, La Riviera et Paris (œuvres récentes de la Riviera et de Paris).
- Galerie de Kolbert,  Paris, 1929, Impressions de Paris.
- Salon d'Automne de 1938.
- Musée d'Art de Iaroslavl, novembre 2021 à mars 2022, Konstantin Korovine, les chefs d’œuvres du Musée Russe (160ème anniversaire de sa naissance)[5].

## Œuvres dans les collections publiques
En Russie
- Moscou, galerie Tretiakov :
  - En barque (1888) Galerie Tretiakov.
  - En hiver (1894) Galerie Tretiakov.
  - Lanternes en papier (1896) Galerie Tretiakov
  - La Plage de Dieppe, 1889, huile sur toile ;
  - Hammerfest. Aurore boréale, 1894-1895, huile sur toile ;
  - Boulevard des Capucines, 1911, huile sur toile.
- Moscou, Musée de l'impressionnisme russe[6]

## Galerie

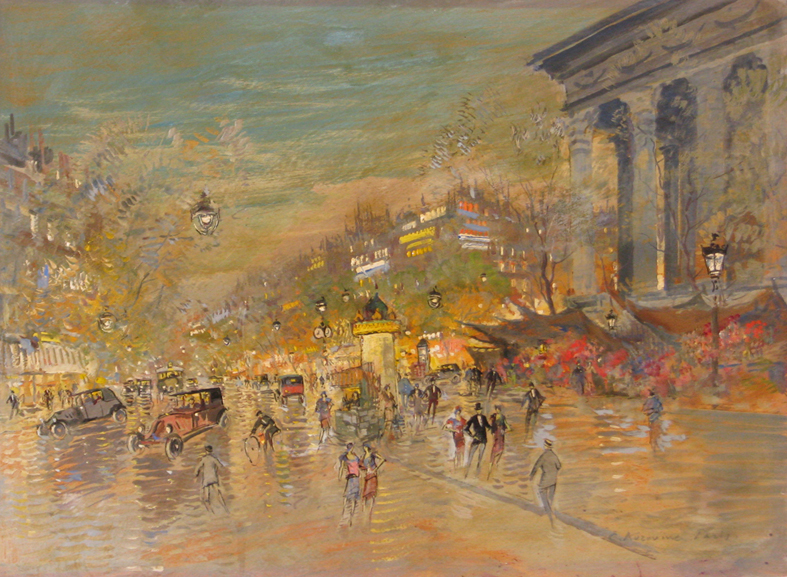
Vue de côté de l'église de la Madeleine à Paris (vers 1929).
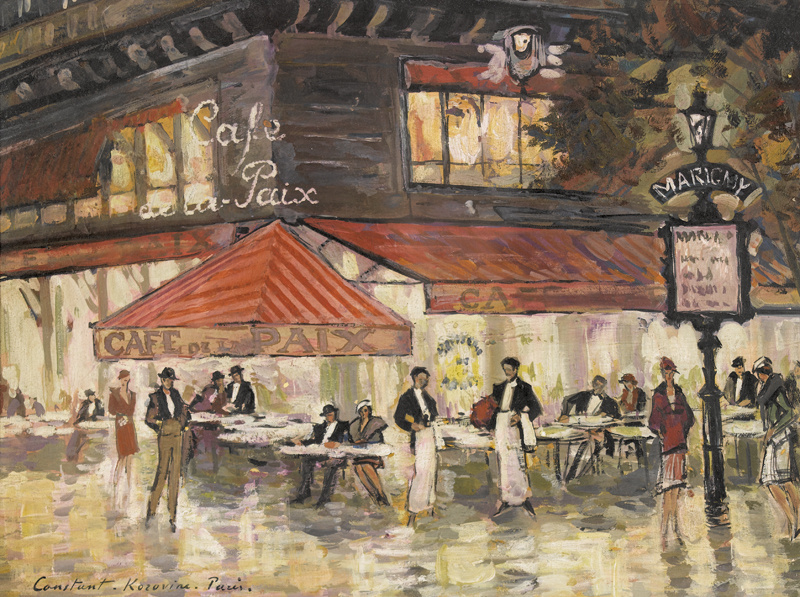
Café de la Paix.
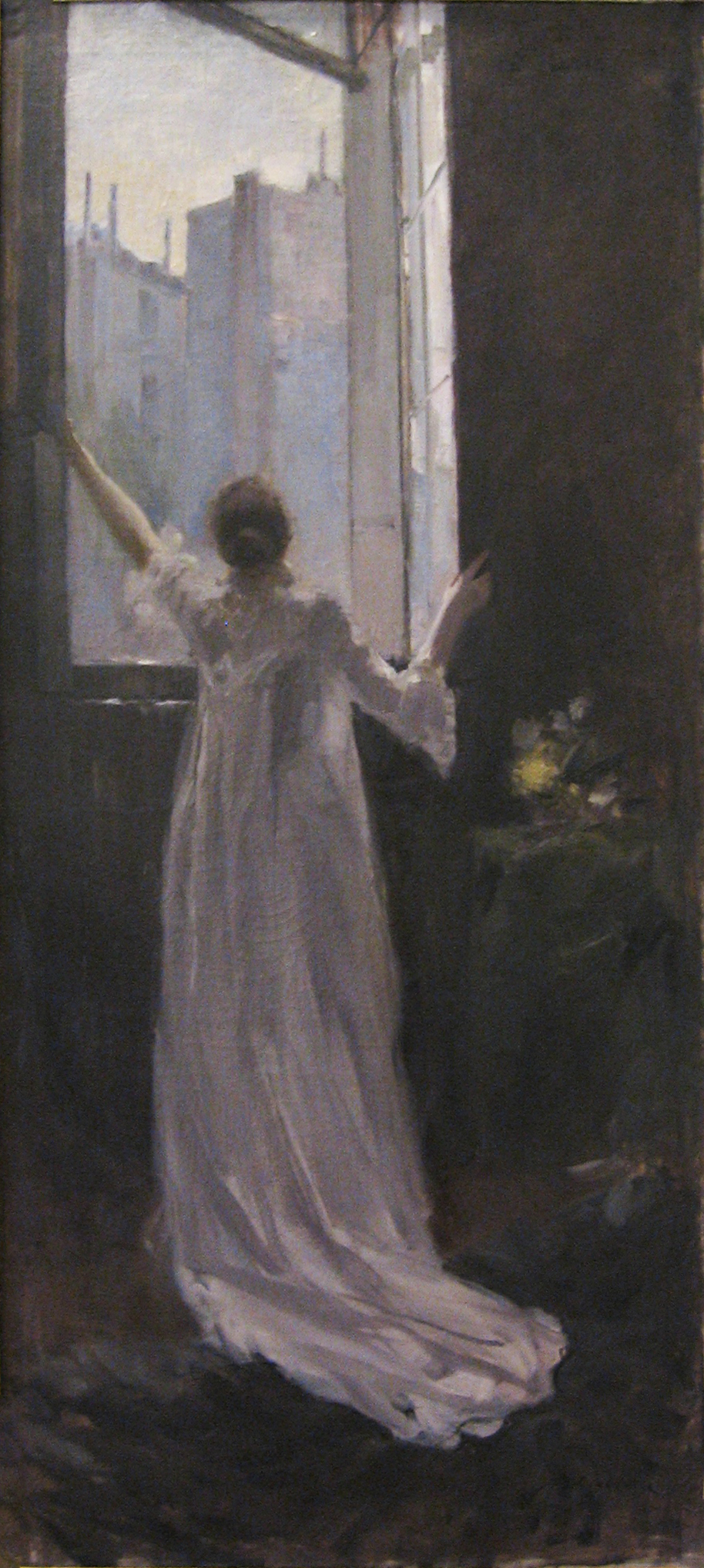
À la fenêtre.
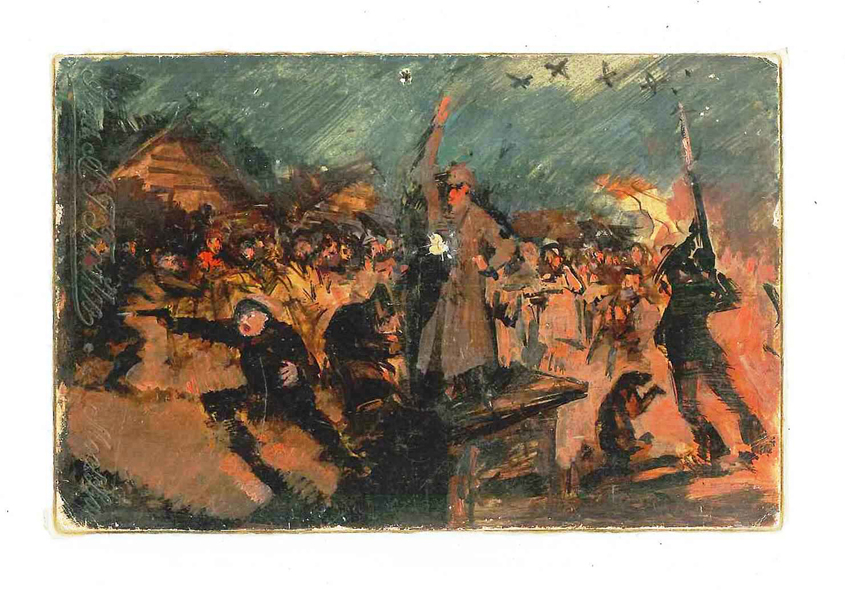
Révolution.
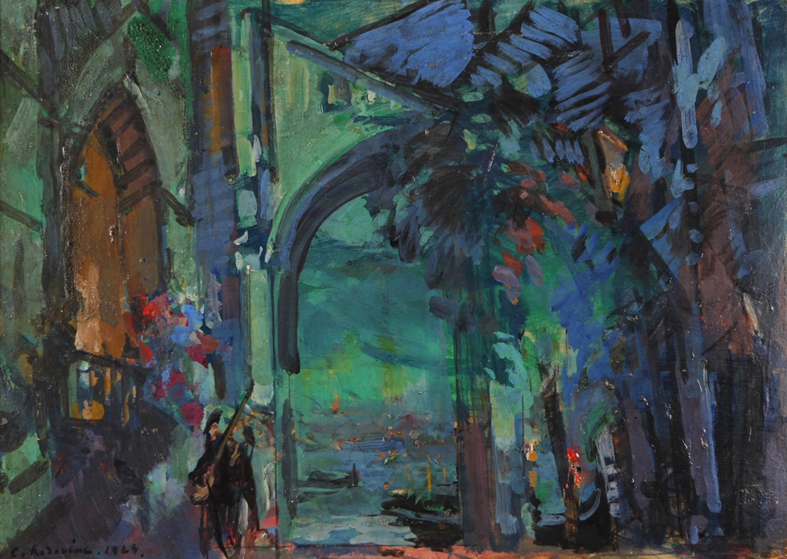
Sérénade.
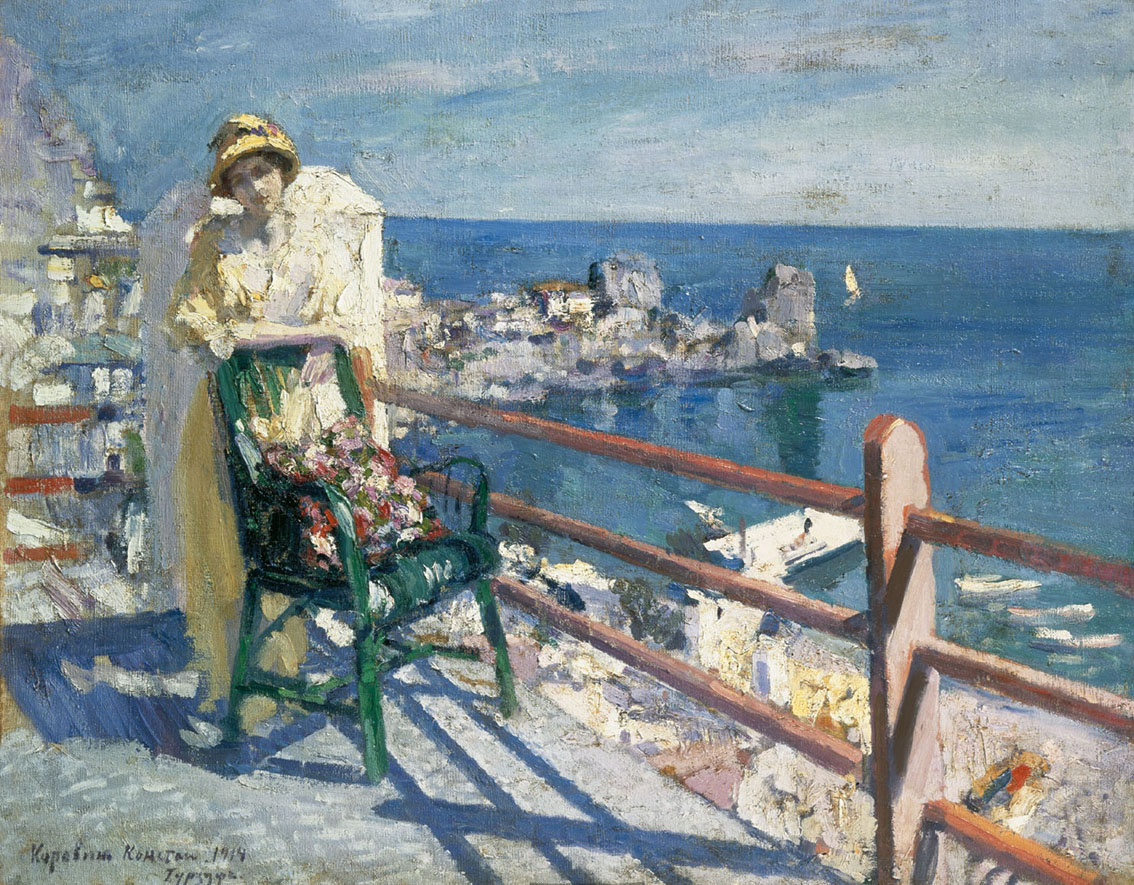
Gourzouf.
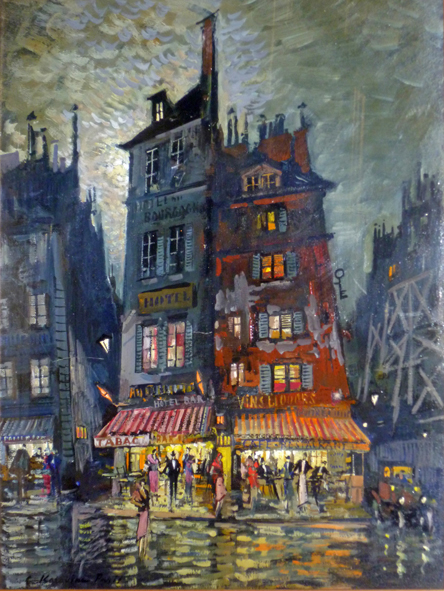
Paris.
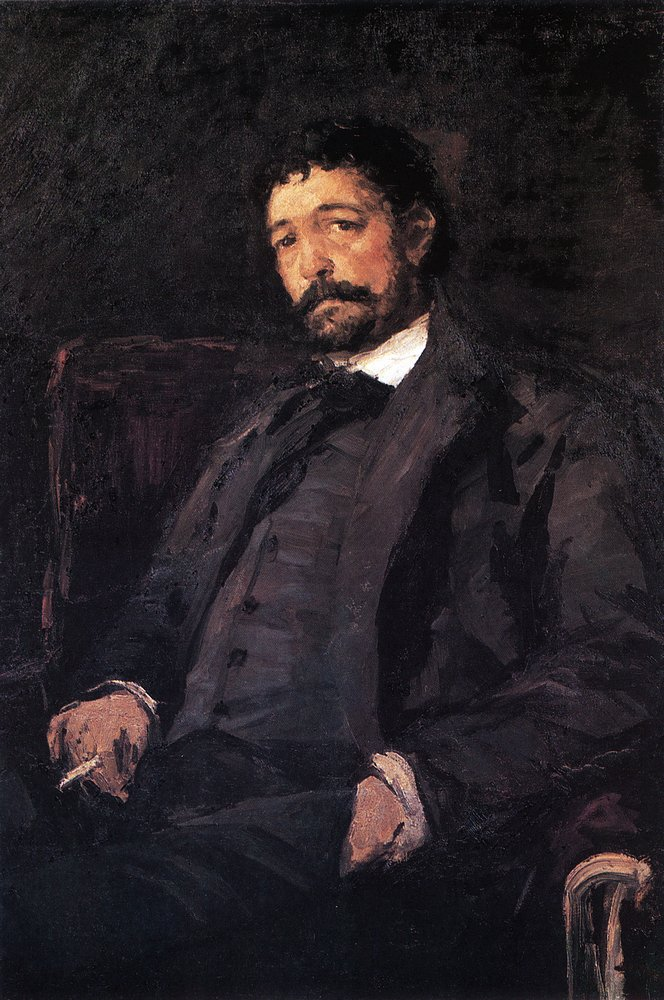
Portrait d'Angelo Mazini.
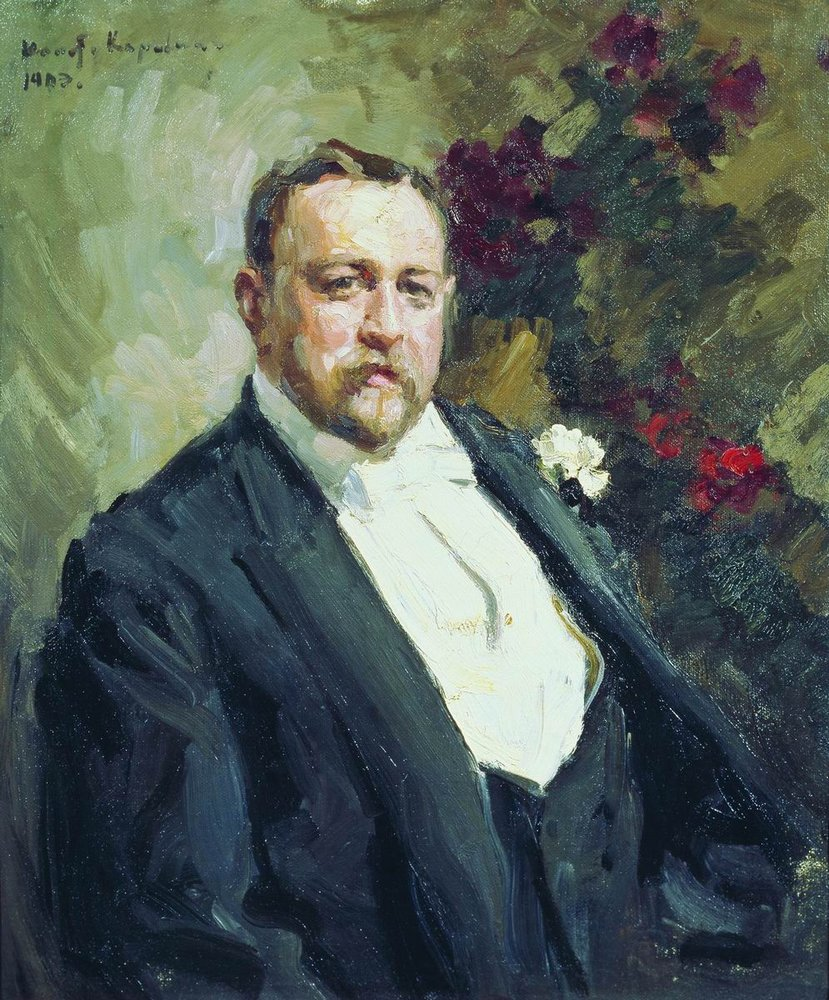
Portrait d'I. A. Morozov.
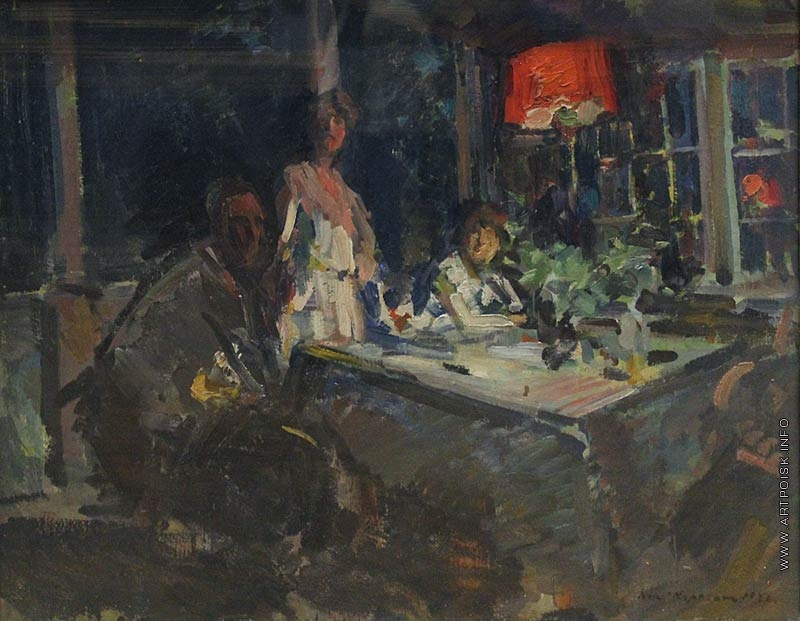
Véranda, le soir.
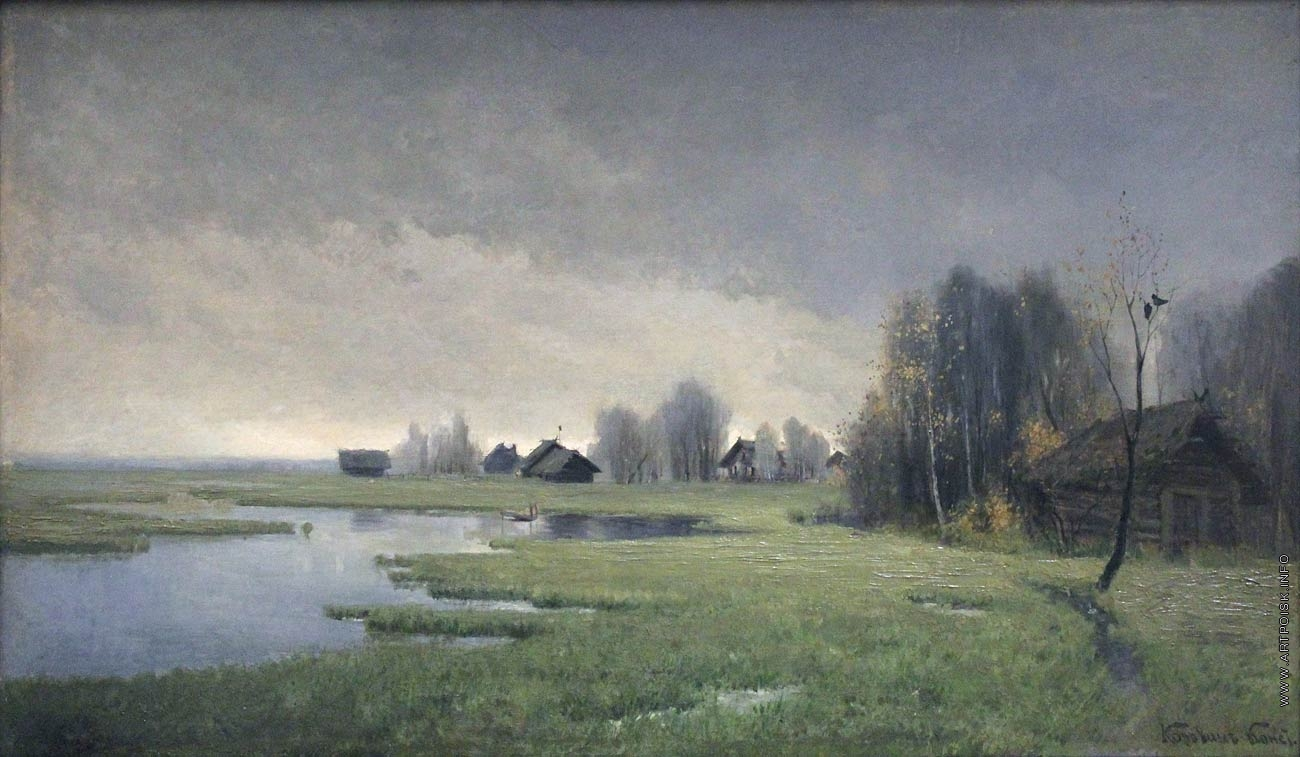
Automne.
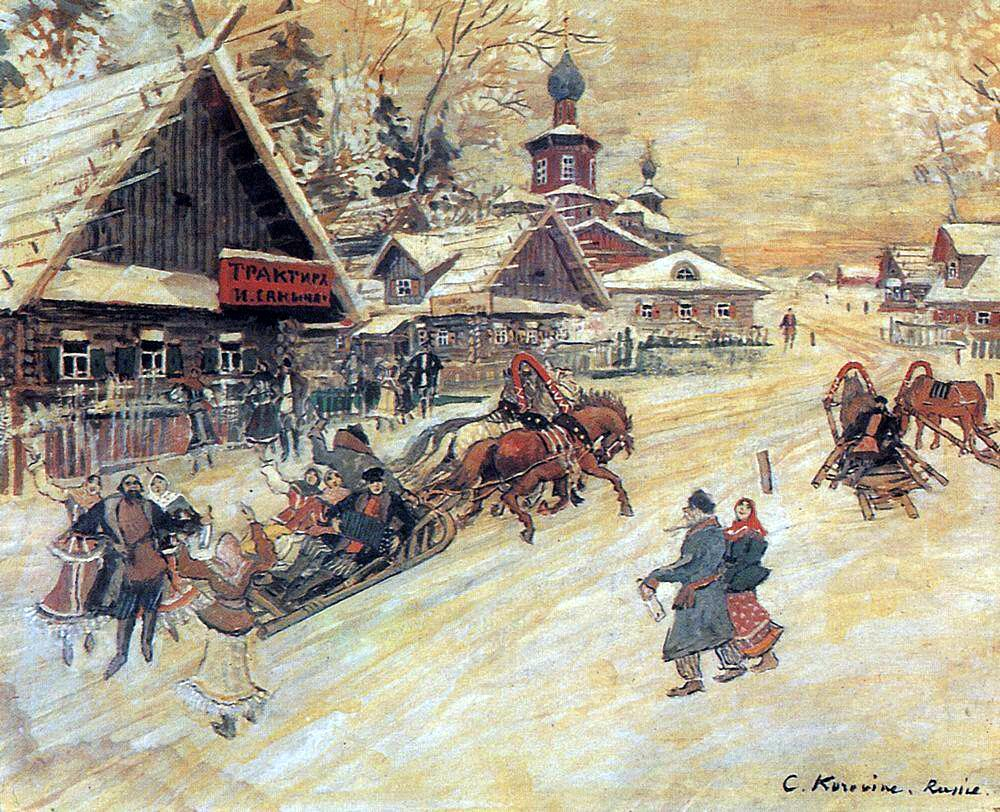
Jour de fête.
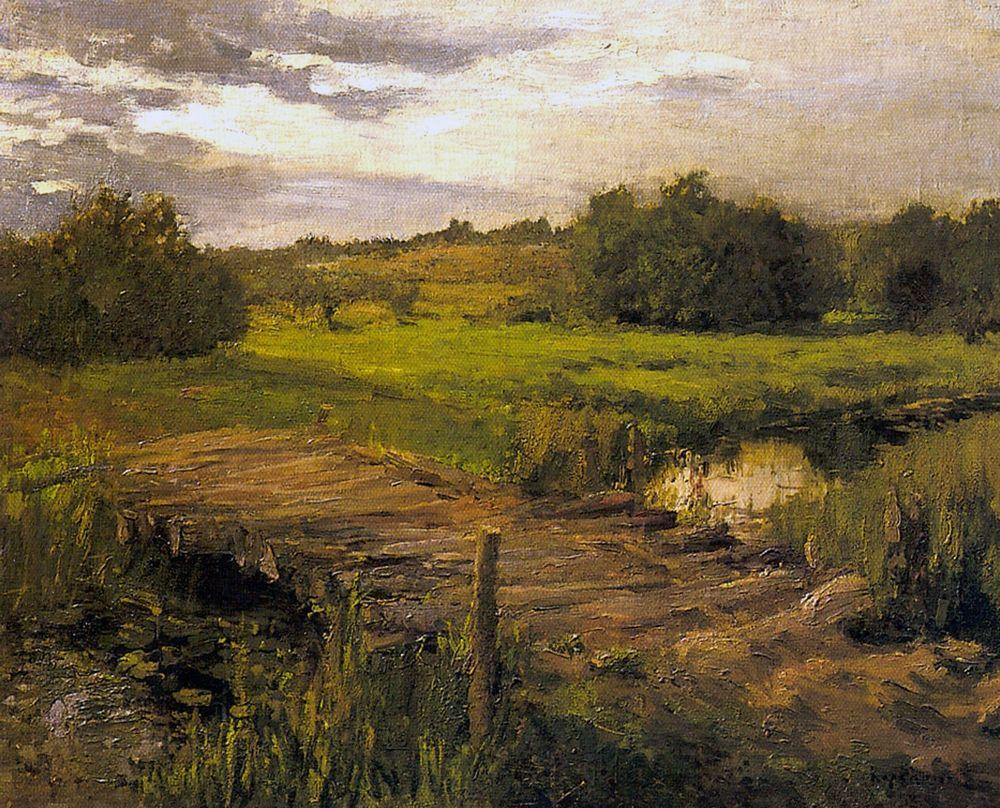
Ruisseau.
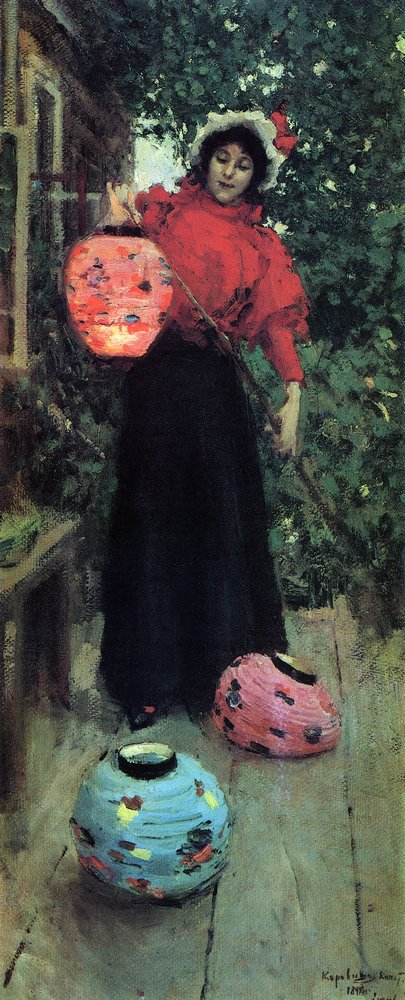
Lanternes en papier.

## Ventes aux enchères
Ses œuvres se retrouvent de temps en temps sur le marché de l'Art.
- Fête populaire dans Paris, huile sur toile signée en bas à droite, 80,5 × 130,5 cm : vendue à l'Hôtel des ventes de Senlis le dimanche 12 mars 2016[7].
- La Véranda, huile sur toile de 1922, vendue 450.000 € le 28 juillet 2018 à la salle des ventes de Vernon[8].

## Élèves
- Leonid Frechkop (1897-1982).
- Alexander Khvostenko-Khvostov (1895-1968).
- Nicolas Tarkhoff (1871-1930).